# Fratelli Bocca Editori

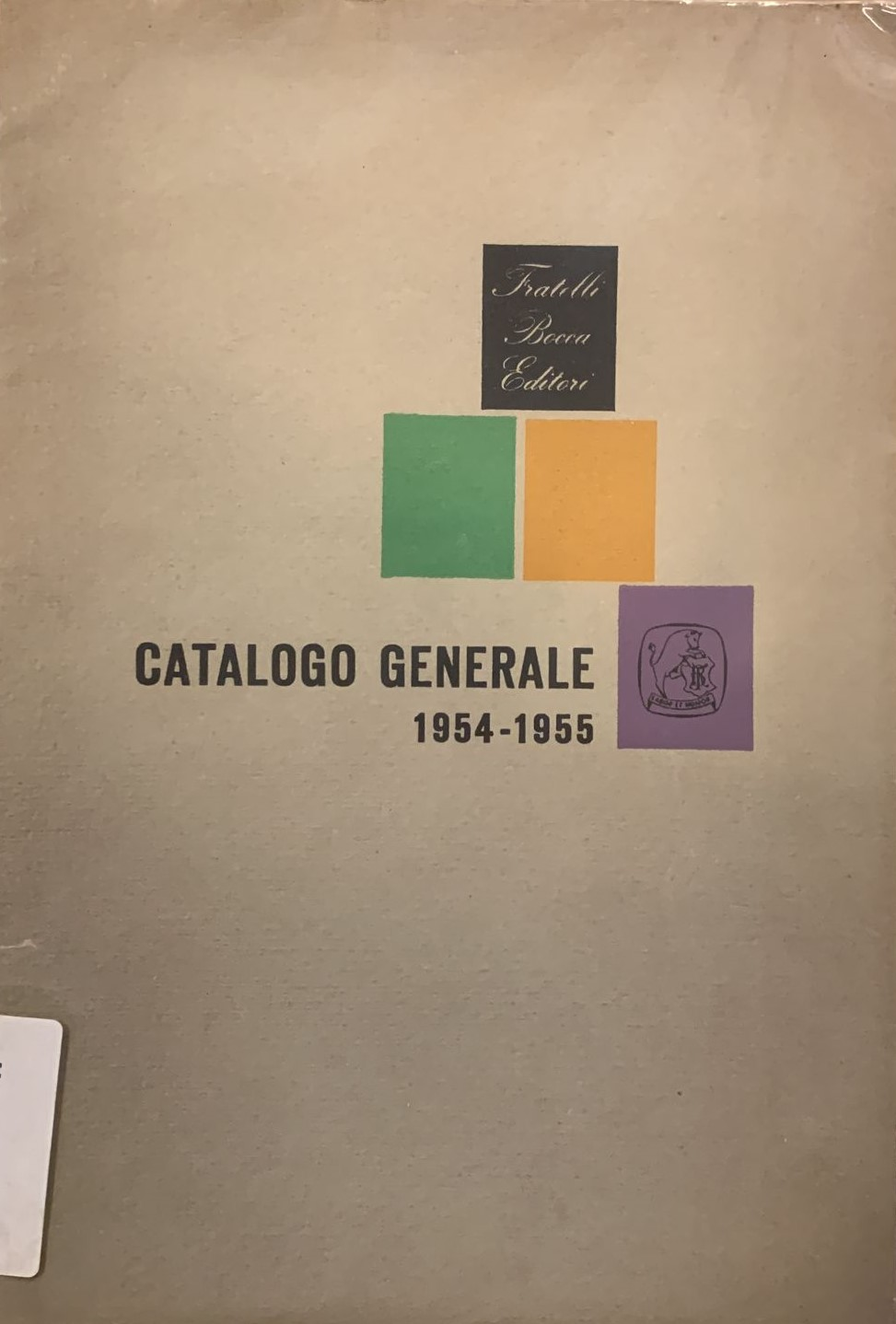
Catalogo editoriale della Fratelli Bocca editori del 1955

La Fratelli Bocca Editori è stata una casa editrice italiana. La loro attività di stampatori in Piemonte risale ai primi decenni del XVIII secolo. L'attività è cessata a Milano negli anni cinquanta del Novecento.

## Storia

### Origini

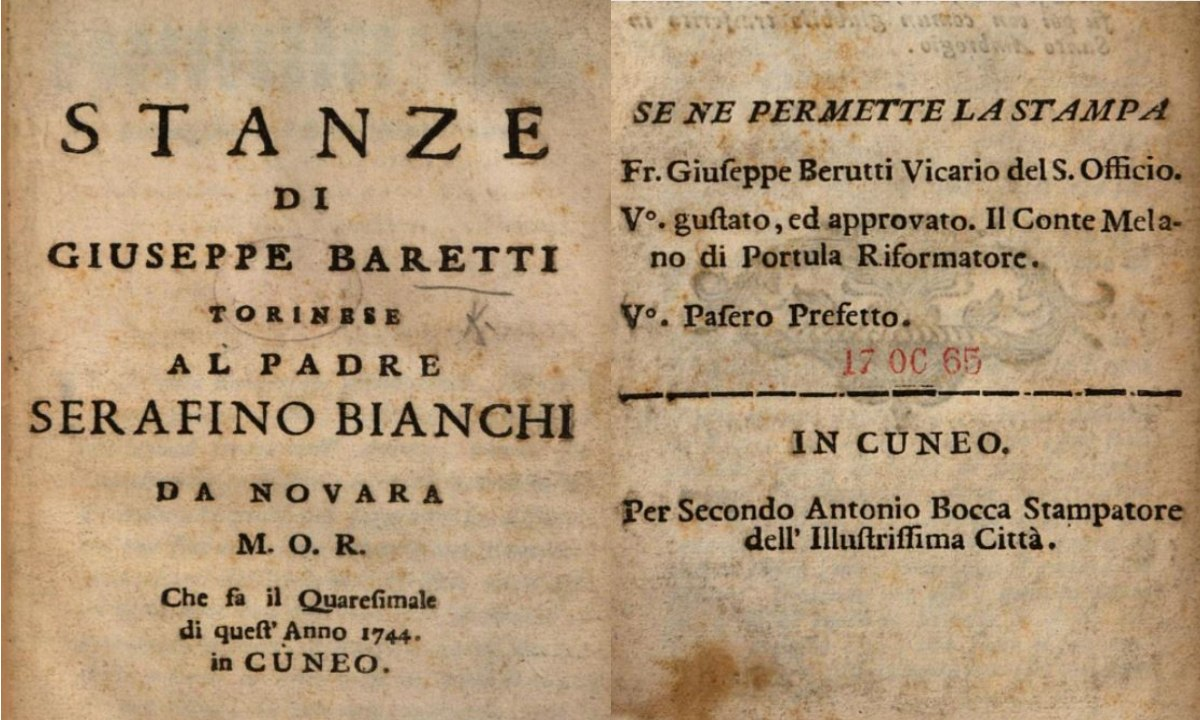
Volume stampato da Antonio Secondo Bocca nel 1744

Antonio Secondo Bocca esercitò l'attività di stampatore nella prima metà del XVIII secolo in Piemonte. Tancredi Faletti di Barolo: Stanze di Giuseppe Baretti Torinese al padre Serafino Bianchi da Novara stampato da Antonio Secondo Bocca, documenta la sua attività di stampatore dell’illustrissima città di Cuneo nel 1744. Note tipografiche a partire dal 1745 riportano: Excudebat Secundus Antonius Bocca in Torino: a spese di Domenico Maurizio Ponzone librajo vicino a S. Rocco. Altre pubblicazioni edite a cura dello stesso stampatore fino al 1757 sono presenti in varie biblioteche.

### Giuseppe Bocca e lo sviluppo della casa editrice
Giuseppe Bocca  nacque ad Asti intorno al 1790. Gestì inizialmente una libreria a Milano, ma nel 1829 cedette l'attività a Luigi Dumolard e si trasferì a Torino, dove subentrò ai fratelli Carlo e Maurizio nella gestione della casa editrice di famiglia. Nello stesso anno divenne libraio dell'allora principe Carlo Alberto di Savoia, incarico che mantenne anche dopo l'ascesa al trono di Carlo Alberto e presso i suoi successori.
La libreria di Giuseppe Bocca, situata inizialmente in piazza Castello e in seguito in via Carlo Alberto, divenne un centro culturale frequentato da letterati e uomini politici di idee liberali. La sua attività editoriale di maggior successo fu invece la pubblicazione di diverse opere di Silvio Pellico: le tragedie Gismonda da Mendrisio, Leoniero e Erodiade nel 1830, Le mie prigioni nel 1832,  Dei doveri degli uomini nel 1834 e Poesie inedite nel 1837. Nel 1833 pubblicò anche la Storia dell'antica legislazione del Piemonte di Federigo Sclopis di Salerano.
Tra le opere pubblicate: Gioachimo D'Adda La metropolitana di Milano e dettagli rimarcabili di questo edificio Rusconi 1824 con i tipi della Fratelli Bocca Editori di S. M. il Re. Anonimo viaggiatore, La pittrice e il forestiere, presso Giuseppe Bocca Librajo di Milano Corsia dei Servi, Piazza San Paolo nº 940, Milano 1824. Vincenzo Gioberti, Il rinnovamento civile degli italiani 1851.

### Le Librerie

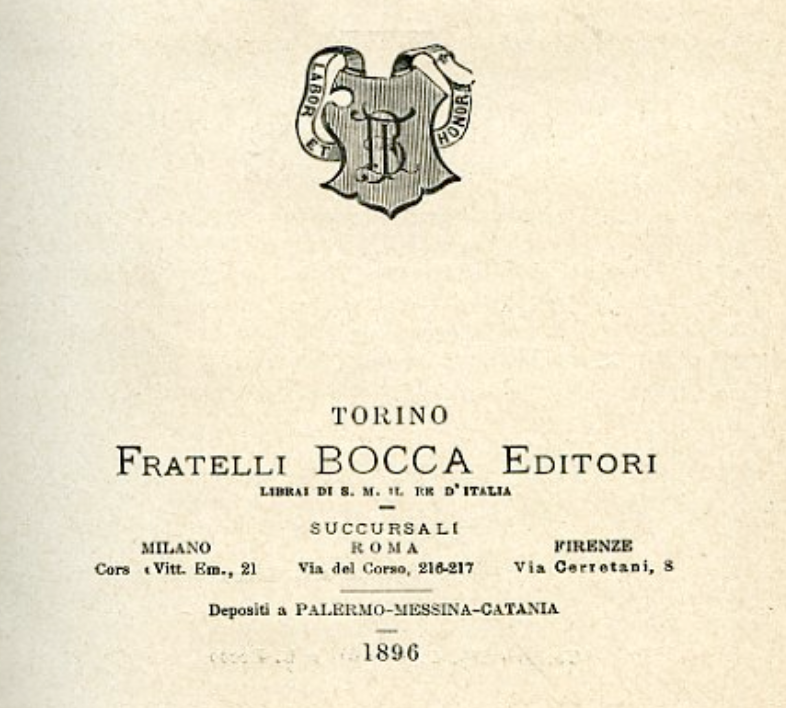
Sedi delle librerie e depositi nel 1896

La Libreria Bocca ha varie sedi: a Milano, Torino, Firenze, Roma e Parigi. A Milano i fratelli Bocca rilevarono, nel 1895, le attività della fallita ditta Fratelli Dumolard in Corso Vittorio Emanuele, 21, e affidarono la direzione a Edoardo Brugnatelli, che la mantenne fino alla morte (1935), facendo della libreria un punto di riferimento culturale di prim'ordine.  

I figli di Giuseppe, deceduto nel 1864, di nome Silvio, Casimiro e Bernado si alternano nella gestione editoriale e libraria. Casimiro assume la gestione e nel 1888 lascia l'attività al figlio Giuseppe Bocca jr.

### Fratelli Bocca Editori e Librai di S.M. il Re
Casimiro, e in seguito il figlio Giuseppe jr, ridanno slancio all’attività grazie alla frequentazione di Lombroso, De Sanctis, Schopenhauer, Wilde ...
La Fratelli Bocca Editori edita tra il 1898 e il 1958 oltre duemila titoli divisi in diverse collane. Due sono fondamentali: Biblioteca di Scienze Moderne e Piccola Biblioteca di Scienze Moderne e, su quasi seicentottanta titoli, solo tre non sono prime edizioni italiane.

### Autori pubblicati da Giuseppe jr Bocca
Di seguito sono indicati alcuni tra i più illustri autori che hanno pubblicato con la Fratelli Bocca Editori, in prima edizione italiana, le cui opere sono disponibili nelle biblioteche a partire dal 1898:
Domenico Alaleona, Luigi Albertini, Rene' Allendy, Giuseppe Antonini, Giulio Carlo Argan, Johann Jakob Bachofen, James Baldwin, Mario Baratta, Charles Bastable, Vladimir Michajlovič Bechterev, Annie Besant, Helena Blavatsky, Algernon Blackwood, Angelo Brofferio, Ernst Wilhelm von Brücke, James Bryce, Edward Bulwer-Lytton, Mario Camis, Thomas Carlyle, Viktor Cathrein, Ettore Ciccotti, Edward Clodd, Enrico D'Ovidio, Gaetano De Sanctis, Émile Duclaux, Rudolf Christoph Eucken, R. W. Emerson, Carlo Emery, Julius Evola, Aristide Faccioli, Giuseppe Fanciulli, Arturo Farinelli, Remo Fedi,   Aldo Ferrabino, Giuseppe Ferrari, Johann Gottlieb Fichte, Jean Finot, Rufino Blanco Fombona, Auguste Forel, Edmund Edward Fournier d'Albe, Harald Høffding, Karl Kautsky, Søren Kierkegaard, Sir John Lubbock, Cesare Lombroso, Gustav Meyrink, Mario Morasso, Enrico Morselli, Prentice Mulford, Friedrich Nietzsche, Max Nordau, Wilhelm Ostwald, Gaetano Previati, Ramacharaka, Francesco Salata, Arthur Schopenhauer, Giuseppe Sergi, Umberto Silvagni, Herbert Spencer, Rudolf Steiner, Erminio Troilo, Max Verworn, Otto Weininger, Oscar Wilde ...

### Epilogo
Nel 1941 la Fratelli Bocca Editori, ha sede legale in Via Durini, 31 a Milano, presidente Carlo Torreano, consiglieri di amministrazione Giuseppe Bocca e Torquato Nanni. “Edizioni – Riviste – Esportazione in tutto il mondo”.
Giuseppe Bocca jr muore nel 1951 a Luserna San Giovanni (Torino). Le Librerie Bocca nei primi decenni del XX secolo passano di proprietà alla L.I.R.. L'unica sede in attività è quella di Milano, dal gennaio del 1979 di proprietà della famiglia Lodetti.